# (2816) Pien
(2816) Pien ist ein Asteroid des Hauptgürtels, der am 22. September 1982 vom US-amerikanischen Astronomen Edward L. G. Bowell an der Anderson Mesa Station (Sternwarten-Code 688) des Lowell-Observatoriums in Coconino County entdeckt wurde.
Der Asteroid ist nach dem belgischen Wetteransager Armand Pien (1920–2003) benannt, der 37 Jahre lang das Wetter präsentierte und für seinen unterhaltsamen Vortrag beliebt war.